# Былое и думы
«Было́е и ду́мы» — автобиографическая хроника Александра Ивановича Герцена, по форме близкая к роману. Представляет беспримерную в русской литературе панораму русской и европейской жизни середины XIX века. Произведение признано вершиной литературного творчества Герцена и одним из ключевых произведений русской литературы XIX века.
Написана в 1852—1868 годах, посвящена Н. П. Огарёву.

## История создания
Написанию предшествовала тяжёлая полоса в жизни Герцена: рушились не только его революционные воззрения, но и семья.
Успех первых глав (про юношескую клятву на Воробьёвых горах, университетские годы и т. д.) был необычайный.
Отдельные главы писались с разрывом в несколько лет и публиковались в «Полярной звезде», главным образом в 1852—1855 года, хотя дописывать и пересматривать свою главную книгу Герцен продолжал практически до конца жизни (до 1868 года).
Уже посмертно увидела свет самая, пожалуй, откровенная и знаменитая глава «Кружение сердца» об отношениях Герцена и его жены с парой Гервегов.

## Содержание
- Часть первая «Детская и университет» (1812—1834) — жизнь в доме отца
- Часть вторая «Тюрьма и ссылка» (1834—1838) — дело об оскорблении его величества
- Часть третья «Владимир-на-Клязьме» (1838—1839) — история любви Герцена и Натальи Александровны Захарьиной
- Часть четвёртая «Москва, Петербург и Новгород» (1840—1847) — о западничестве и славянофильстве
- Часть пятая «Париж — Италия — Париж (1847—1852): Перед революцией и после неё» — первые годы, проведенные Герценом в Европе, в том числе во время «весны народов»
- Часть шестая «Англия (1852—1864)» — период жизни писателя в Лондоне после смерти жены
- Часть седьмая «Русская эмиграция» — очерки о М. Бакунине и В. Печерине
- Часть восьмая (1865—1868) — впечатления А. Герцена от путешествия по Европе
- Часть девятая «Старые письма» — письма от Белинского, Чаадаева, Грановского и пр.

## Художественные особенности и значение
Для большинства читателей эта автобиография остаётся главной книгой Герцена. Её привлекательность главным образом в её свободе и очевидной искренности. Не то, чтобы в ней вовсе не было позы, — Герцен слишком француз и слишком романтик, чтобы обойтись без позы. Герцен — один из последних великих русских писателей, выросших на французском языке, и ничуть не боится честного и неприкрытого галлицизма. Это язык человека, который одинаково свободно говорит на многих языках. Но это именно его, герценовский язык, и он обладает совершенно стихийной жизненной силой. В нём очарование свободы и непосредственности, это текучая и богатая речь страстного, блестящего собеседника.
Герцен — великий портретист-импрессионист, и его впечатления (фр. impressions) об отце и других родных, о московских идеалистах и вождях европейской революции незабываемо-живые. Легкость его прикосновения, скользящего, без всякого нажима, сообщает этим портретам на диво убедительную подвижность. Не менее замечательны те пассажи книги, где он подводит под свой рассказ широкую историческую базу; в первых частях, повествующих о его жизни до ссылки, содержится самый широкий, самый правдивый и самый проницательный обзор русской социальной и культурной истории первой половины девятнадцатого столетия. Это великая историческая классика.
— Д. С. Мирский. История русской литературы
Я. Эльсберг в своих статьях «Роман о русском революционере и мыслителе» пишет: «Былое и думы» представляет собой сложное сочетание различных жанровых форм, мемуара и исторического романа-хроники, дневника и писем, художественного очерка и публицистической статьи, сюжетно-новеллистической прозы и биографии. Смешение жанров внутри мемуарного обрамления было связано с особенностями всей стилевой структуры «Былого и дум»; «Былое и думы» можно назвать романом о русском революционере. Но это роман и о человеке со всеми его личными особенностями, исканиями и заблуждениями, победами и поражениями, со всеми противоречиями его внутреннего мира, это повествование и об его личной жизни, любви, увлечениях и страстях".

## Экранизация
- «Былое и думы» (1973) — реж. Лев Елагин